# آلمان در المپیک تابستانی ۱۹۳۲
آلمان در بازی‌های المپیک تابستانی ۱۹۳۲ که در شهر لس آنجلس ایالات متحده آمریکا برگزار شد، کاروان آلمان با ۱۴۳ ورزشکار در این رقابت‌ها شرکت کرد و موفق به کسب ۲۰ مدال (۳ طلا، ۱۲ نقره، ۵ برنز) شد. در جدول رتبه‌بندی توزیع مدال‌ها، آلمان در ردهٔ ۹ مسابقات قرار گرفت.